# Claudio Paradiso
Claudio Paradiso (Roma, 1960) è un flautista e musicista italiano.

## Biografia
Nel 1980 si è diplomato in flauto nel Conservatorio Santa Cecilia in Roma.
Nel 1983 ha conseguito il Diploma Accademico nell'Accademia Filarmonica di Bologna.
Nel 1984 ha ottenuto il Solisten-Diplom nella MusikAkademie di Basilea (Svizzera) nella classe di Peter-Lukas Graf.
Nel 1988 ha conseguito il Diploma Accademico dell'Accademia Nazionale Santa Cecilia in Roma.
Si è perfezionato in flauto con Andrè Jaunet, Conrad Klemm, Gerardo Levy e Giorgio Zagnoni, in musica da camera con Bruno Canino, Cesare Ferraresi, Rocco Filippini e Arrigo Pelliccia.
La sua attività concertistica solistica, dal 1973, è stata caratterizzata da un susseguirsi d'impegni, suonando, con il Bach-Collegium Stuttgart, la Radio Symphonie Orchester Basel, la Symphonia Perusina, l'Orchestra da Camera di Torino, la Kammerorchester Detmold, l'Orchestra da Camera di Praga, l'Orchestra Alessandro Scarlatti di Napoli, la Württembergisches Kammerorchester Heilbronn, l'Orchestra Sinfonica di Perugia, l'ORI - Orchestra Romana Internazionale.
Per la musica da camera, ha approfondito diversi repertori con complessi, come il Duo Paradiso-D'Onofrio, il Quartetto Krommer, l'Inter Pares European Soloists Chamber Ensemble, il Duo Paradiso-Laura, il Quartetto italo-francese Gianella, la Kammermusik di Napoli, il Trio Cannata-Paradiso-Sacchetti, il Quartetto Paradiso, il Quintetto a Fiati Italiano, il Sestetto di Perugia, I Solisti de I Fiati di Parma.
Ha partecipato ai Festival di Amalfi, Bandiera della Pace di Sofia, Aterforum di Modena, Festival Pontino, Incontri Internazionali di Bardonecchia, Festival Tibor Varga di Sion, Musica ‘900 di Trento, Festival di Venosa, Estate Musicale di Gressoney, Estate Musicale Sorrentina, Festival Barocco di Viterbo, Accademia Bisentina, Festival di Ravello, Incontri Musicali Romani, FiatiFestival di Riva del Garda, BussetoMusica, Assisi Festival, Festival Internazionale di Musica da camera di Camerino, Musica nei Cortili di Milano, Autunno in Musica di Napoli, Blåseensembler Festival di Sarpsborg, Musica in Irpinia, Paestum Classica, Settimane Musicali di Stresa e del Lago Maggiore, MITO - Settembre Musica, I Concerti del Quirinale di Radio3, Festival Paganiniano, ValgardenaMusika, prendendo parte a tournée estere.
Primo flauto nell'Orchestra Sinfonica di Piacenza, nell'Orchestra Alessandro Scarlatti di Napoli della RAI, nell'Orchestre Symphonique de Fribourg, nell'Orchestra Sinfonica Italiana, con direttori quali Jörg Faerber, Albert E. Kaiser, Lev Markiz, John Neschling, Massimo Pradella, Helmuth Rilling, Michel Sasson, Tibor Varga, Marcello Viotti, Ottavio Ziino.
Titolare della cattedra di Musica d'insieme per strumenti a fiato nel Conservatorio di Musica “Francesco Morlacchi” di Perugia, dal 1990, è fondatore e direttore dell'Orchestra da camera I fiati di Parma.

## Opere
Nel campo della ricerca musicologica
- Benedetto Carulli - Quartetto (fl, cl, cor, fag, pf), Edizioni L'oca del Cairo
- Domenico Cimarosa - 6 Quartetti (fl/ob, vl, vla, vcl), Ut Orpheus Edizioni
- Michelangelo Dotti - Quintettino (2 fl, 2 cl, fag), Edizioni L'oca del Cairo
- Jiří Družecký - Partita “Berdlersgarn” (vl, 2 ob, 2 cl, 2 cor, 2 fag, tamb), Edizioni L'oca del Cairo
- Giuseppe Gariboldi - Andante quasi lento (4 cl), Ut Orpheus Edizioni
- Luigi Hugues - Allegro scherzoso op. 92 (2 fl, ob, cl, fag), Edizioni Edizioni L'oca del Cairo - Concerto n. 1 op. 56 (fl, pf), Ed. L'oca del Cairo - Dixit Dominus Domino Meo Salmo op. 109 (voce, pf), Edizioni Edizioni L'oca del Cairo - 3 Duetti op. 109 (2 fl), Edizioni L'oca del Cairo - 6 Grandi Studi Brillanti op. 50 (fl solo), Edizioni L'oca del Cairo - Inno “Al Gran Pontefice” (soli, coro, orch), Edizioni L'oca del Cairo - Omnes qui pie volunt vivere Mottetto (voce, pf), Edizioni L'oca del Cairo - Quartetto in si bemolle maggiore (fl, ob, cl, fag), Edizioni L'oca del Cairo - Quartetto in sol minore (fl, ob, cl, fag), Edizioni L'oca del Cairo - Tre Melodie op. 114 (2 vl, vla, vcl, ctb), Edizioni L'oca del Cairo
- Teodulo Mabellini - Elegia (ob, ctb, pf), Edizioni L'oca del Cairo - Sinfonia per fiati (fl, 2 ob, 2 cl, 2 cor, 2 fag, cfag), Edizioni L'oca del Cairo
- Giuseppe Saverio Mercadante - Tre Melodie (4 vl), Edizioni L'oca del Cairo - Tre Raccolte di Arie variate (fl solo), Edizioni Suvini Zerboni
- Francesco Morlacchi - Finaletto (fl, cl, cor, vl, vla, vcl), Edizioni L'oca del Cairo
- Pietro Morlacchi - Capriccio (fl, pf), Edizioni L'oca del Cairo
- Wolfgang Amadeus Mozart - Ouverture dal Don Giovanni (trascr. 2 ob, 2 cl, 2 cor, 2 fag, cfag/ctb), Edizioni Anteo
- Luigi Pagani- Quartetto (4 fl), Edizioni L'oca del Cairo - Trio op. 3 (3 fl), Edizioni L'oca del Cairo
- Gioachino Rossini - Serenata (fl, ob, cor ingl, 2 vl, vla, vcl), Ut Orpheus Edizioni
- Antonio Scontrino - Adagio per vl e fiati (vl, 2 fl, 2 ob, 2 cl, 2 cor, cl b), Edizioni L'oca del Cairo - Polacca (fl, pf), Edizioni L'oca del Cairo - Tema e Variazioni con Preambolo (vcl solo), Edizioni L'oca del Cairo
- Camillo Sivori - Rêverie (fl, orch), Edizioni L'oca del Cairo
- Giovanni Tadolini - Gran Quintetto (fl, ob, cor, fag, pf), Edizioni L'oca del Cairo
- Giovanni Battista Viotti - 3 Quartetti op. 22 (fl, vl, vla, vcl), Edizioni L'oca del Cairo

Ha curato nel triennio 1978/1980 gli Annuari Musicali della Provincia di Latina pubblicati da C.C.I.A.A. e dal Comune, la prima biografia di Luigi Hugues presentata a Casale Monferrato nel 2001 da Alberto Basso; la prima biografia di Teodulo Mabellini presentata a Pistoia nel 2005 da Guido Salvetti; la prima biografia di Arrigo Tassinari presentata nel 2009 a Cento (Ferrara) da Renato Meucci; il volume “Il flauto in Italia”, la prima raccolta di saggi sulla storia di uno strumento musicale in àmbito nazionale finora mai pubblicata, edito dall'Istituto Poligrafico e Zecca dello Stato per la Libreria dello Stato e presentato all'Accademia Nazionale di Santa Cecilia di Roma nel 2005 da Bruno Cagli, è stato redattore del 3° Annuario Nazionale del CIDIM - Comitato Musica dell'UNESCO, ha pubblicato articoli e saggi di argomento musicale («Il Ponte», «ISTISS» Rivista di Servizio Sociale, «Musica e Scuola», «FaLaUt», «La Gazzetta di Gaeta», «Il Quaderno» periodico della Fonoteca “Oreste Trotta” di Perugia, «Rivista Italiana di Musicologia») e collabora con l'Istituto dell'Enciclopedia Italiana della Treccani per il Dizionario Biografico degli Italiani, è anche l'ideatore del DMI - Dizionario dei Musicisti Italiani.
Ha inciso per Amadeus, EdiPan, Edizioni De Santis, EMI-Academie de Musique de Sion, The Classic Voice e registrato per All India Radio, Canale 5, Radio de la Suisse Romande, Radiotelevisione Italiana, RadioTre, Radio Vaticana, Suddeutsche Rundfunk e UER - Unione Europea di Radiodiffusione.